# Миннен, Грет
Грет Миннен (нидерл. Greet Minnen; род. 14 августа 1997, Тюрнхаут, Фламандский регион) — бельгийская профессиональная теннисистка, победительница двух турниров WTA в парном разряде.

## Общая информация
Родители — Ханс и Энн; есть брат — Тун. Миннен состояла в отношениях с бельгийской теннисисткой Алисон Ван Эйтванк.
Любимое покрытие — трава.

## Спортивная карьера
Миннен дебютировала в основной сетке WTA-тура на турнире в Люксембурге в 2018 году в парном разряде вместе с Алисон Ван Эйтванк. Они выиграли титул, победив в финале Веру Лапко и Мэнди Минеллу в двух сетах.
В мае 2021 года, снова став партнером Ван Эйтванк во втором парном финале турнира WTA в Белграде, они проиграли Александре Крунич и Нине Стоянович. В сентябре она выиграла Открытый чемпионат Люксембурга, свой второй титул WTA Tour в парном разряде, также в паре с Ван Эйтванк.
В первом круге уимблдонского турнира 2022 года она обыграла бывшую чемпионку Уимблдона и бывшую первую ракетку мира Гарбинье Мугурусу со счетом 6-4, 6-0 и одержала первую победу в своей карьере над спортсменками из топ-10.
В парном разряде на Открытом чемпионате Франции 2023 года она вышла в четвертьфинал в паре с Анной Бондарь.

## Итоговое место в рейтинге WTA по годам
| Год  | Одиночный рейтинг | Парный рейтинг |
| 2023 | 62                | 59             |
| 2022 | 202               | 65             |
| 2021 | 75                | 91             |
| 2020 | 110               | 108            |
| 2019 | 123               | 171            |
| 2018 | 316               | 221            |
| 2017 | 828               | -              |
| 2016 | 323               | 605            |
| 2015 | 457               | 714            |
| 2013 | 932               | -              |

## Выступления на турнирах

### Финалы турнировWTAв парном разряде (3)

#### Победы (2)
| Легенда:                                   |
| ------------------------------------------ |
| Турниры Большого шлема (0)*                |
| Олимпиада (0)                              |
| Итоговый турнир WTA (0)                    |
| Premier Mandatory / WTA 1000 Mandatory (0) |
| Premier 5 / WTA 1000 (0)                   |
| Premier / WTA 500 (0)                      |
| International / WTA 250 (0+2)              |

| Титулы по покрытиям | Титулы по месту проведения матчей турнира |
| ------------------- | ----------------------------------------- |
| Хард (0+2)*         | Зал (0+2)                                 |
| Грунт (0)           | Зал (0+2)                                 |
| Трава (0)           | Открытый воздух (0)                       |
| Ковёр (0)           | Открытый воздух (0)                       |

* количество побед в одиночном разряде + количество побед в парном разряде.
| №  | Год              | Турнир         | Покрытие   | Партнёр в финале   | Соперницы в финале               | Счёт       |
| 1. | 20 октября 2018  | Люксембург     | Хард (зал) | Алисон ван Эйтванк | Вера Лапко Мэнди Минелла         | 7-6(3) 6-2 |
| 2. | 18 сентября 2021 | Люксембург (2) | Хард (зал) | Алисон ван Эйтванк | Эрин Рутлифф Кимберли Циммерманн | 6-3 6-3    |

#### Поражения (2)
| №  | Год           | Турнир             | Покрытие | Партнёр в финале   | Соперницы в финале               | Счёт    |
| 1. | 22 мая 2021   | Белград, Сербия    | Грунт    | Алисон ван Эйтванк | Александра Крунич Нина Стоянович | 0-6 2-6 |
| 2. | 6 января 2024 | Брисбен, Австралия | Хард     | Хезер Уотсон       | Людмила Киченок Елена Остапенко  | 5-7 2-6 |